# Mykołajiwka (hromada Werchniodniprowśk)
Mykołajiwka (ukr. Миколаївка) – wieś na Ukrainie, w obwodzie dniepropetrowskim, w rejonie kamjańskim, w hromadzie Werchniodniprowśk. W 2001 liczyła 203 mieszkańców.